# Gravières
Gravières é uma comuna francesa na região administrativa de Auvérnia-Ródano-Alpes, no departamento de Ardèche. Estende-se por uma área de 18,52 km². Em 2010 a comuna tinha 504 habitantes (densidade: 27,2 hab./km²).